# Arfurt
Arfurt ist ein Stadtteil von Runkel mit über 800 Einwohnern. Der Ort liegt an der Lahn im mittelhessischen Landkreis Limburg-Weilburg.

## Geographische Lage

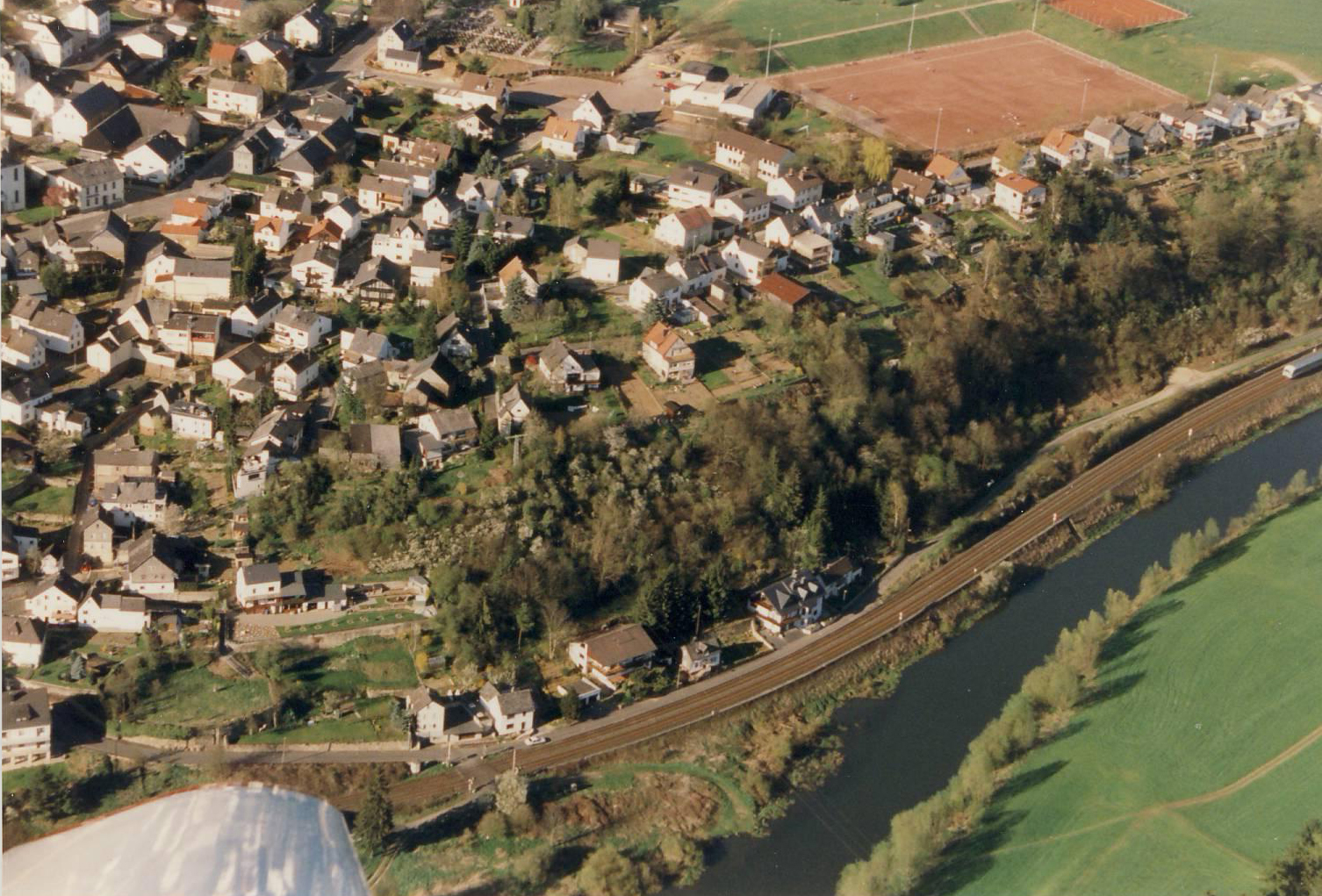
Luftaufnahme von Arfurt im Juli 1997, südöstlicher Ortsrand mit Steilhang zur Lahn (rechts) und weniger steiles Gelände im Westen (links)

Arfurt liegt im Osten des Limburger Beckens, oberhalb des an dieser Stelle steil abfallenden Nordhangs der Lahn. Der Ort befindet sich rund drei Kilometer Luftlinie östlich der Kernstadt von Runkel und rund zehn Kilometer östlich der Kreisstadt Limburg an der Lahn. Der Ort zerfällt in den alten Ortskern und ein durch den Linnebach und den umgebenden breiten Grünlandzug davon getrenntes, kleineres Neubaugebiet im Norden. Am Lahnufer südlich des Orts verläuft die Lahntalbahn, die einen Haltepunkt in Arfurt hat. Der Bahnhof Arfurt (Lahn) befindet sich rund einen Kilometer außerhalb des Orts und sticht unter den Lahntal-Bahnhöfen durch seine Wellblech-Bauweise hervor.
Die 5,5 Quadratkilometer große Gemarkung grenzt im Westen an den Nachbarstadtteil Schadeck und im Norden an ein größeres Waldgebiet, das zur Kernstadt Runkel gehört, aber von deren Gemarkung getrennt ist. Im Süden befindet sich durch die Lahn getrennt der benachbarte Marktflecken Villmar und im Osten dessen Ortsteil Seelbach.

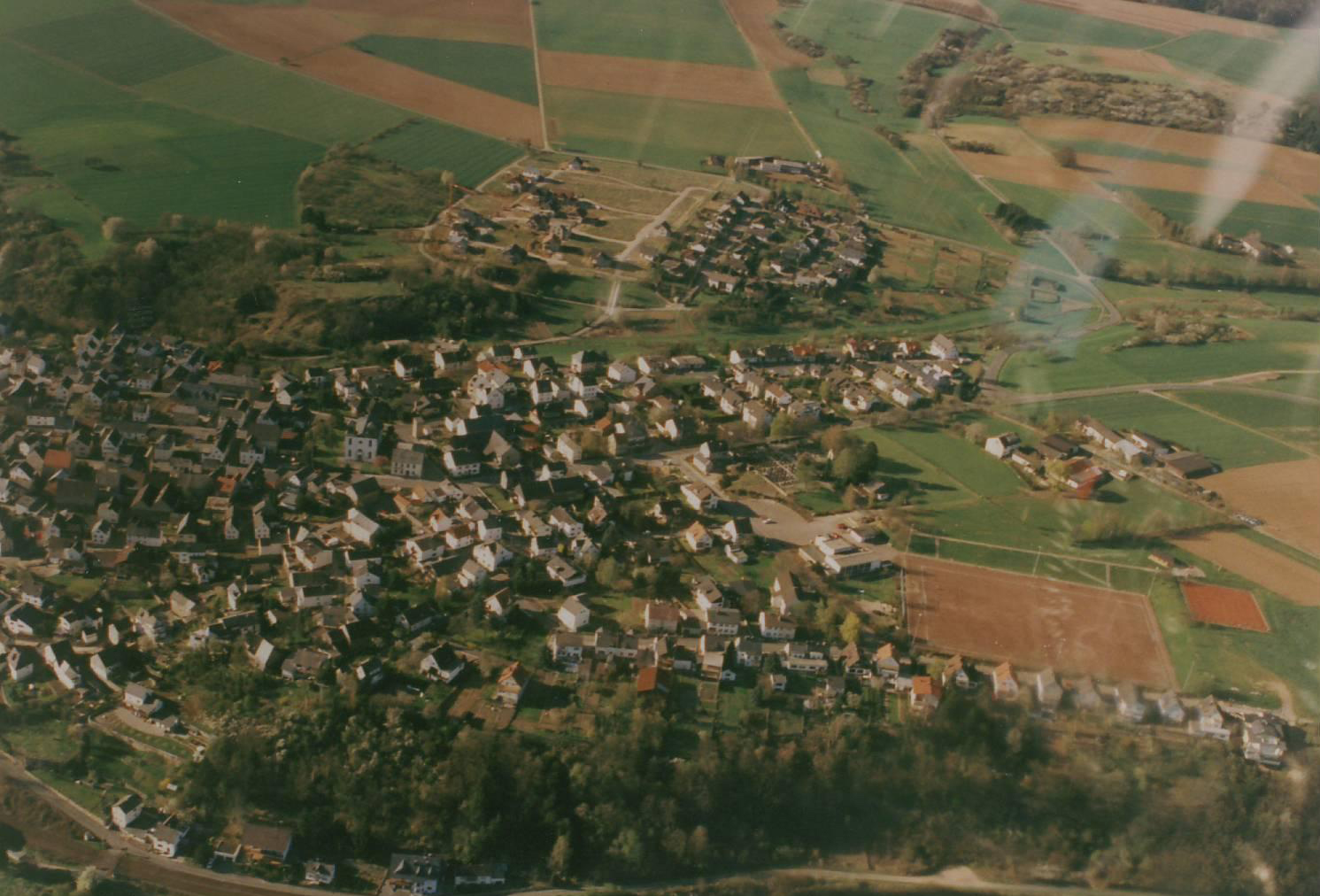
Luftaufnahme von Arfurt im Juli 1997 mit abgetrenntem Neubaugebiet (oben) und kleinerem Waldstück am Ort (rechter oberer Rand)

Der Ort selbst liegt auf rund 160 Metern Höhe. Unmittelbar an seinem Südostrand fällt das Gelände bis zur Lahn rund 50 Meter steil ab. Im Westen des Orts gestaltet sich dieser Übergang wesentlich sanfter, so dass auch der Hang bis zum Lahnufer hinab bebaut ist.
Die Gemarkung steigt nach Norden über eine lange Strecke gleichmäßig auf bis zu 270 Meter an. Das gegabelte, in Nord-Süd-Richtung verlaufende Tal des Linnebachs, das auch den Ort in zwei Hälften trennt, stellt einen leichten Einschnitt in diesen langgestreckten Hang dar. Der Tiefenbach an der Westgrenze der Gemarkung hat sich ein deutlich steileres Tal geformt. Die Gemarkung besteht hauptsächlich aus landwirtschaftlich genutzter Fläche. Den nördlichen und westlichen Rand bedecken Teile eines größeren Mischwaldgebiets, das aber größtenteils auf dem Gebiet der Nachbarorte liegt. Nordöstlich von Arfurt befindet sich ein weiterer, deutlich kleinerer Wald.

## Geschichte

### Ortsgeschichte
Arfurt bestand möglicherweise schon als kleinere Bauernsiedlung zum Zeitpunkt der urkundlichen Ersterwähnung Villmars im Jahr 1053. Der größere Nachbarort liegt am gegenüberliegenden Lahnufer und hatte eine wichtige Bedeutung für die Entwicklung Arfurts. Rund einhundert Jahre später ist Arfurt (Arenvurt) in einer durch Trierer Benediktinermönche gefälschten Abschrift der kaiserlichen Schenkungsurkunde genannt. Der Papst Eugen III. bestätigte im Jahr 1148 die kaiserliche Schenkung, einschließlich Arfurts, anlässlich eines Besuches bei den Trierer Benediktinermönchen. Die ebenfalls in der Urkunde genannte Siedlung „Zultebach“ fiel später wüst und befand sich vermutlich im Wald an der heutigen westlichen Gemarkungsgrenze Arfurts.
Das älteste heute noch vorhandene Haus im Ort wurde im Jahr 1690 erbaut. Die ersten Anordnungen der Verhütung eines Brandes im Zusammenhang mit häuslichen Feuerstätten in Textform im Kurfürstentum Trier vom 9. Mai 1721 führten auch in Arfurt zu erheblichen Verbesserungen der Bauweise der Gebäude.
Am 30. Mai 1901 gründete sich die Freiwillige Feuerwehr Arfurt. Damit bildete sie mit weiteren bereits bestehenden Freiwilligen Feuerwehren den Löschbezirk Oberlahn im Feuerwehr-Verband für den Regierungsbezirk Wiesbaden, innerhalb dessen sie am 3. September 1906 bei der Bezirksversammlung in Obertiefenbach in einer Stärke von 34 Mitgliedern antrat.
Im Ersten Weltkrieg fielen 29 Arfurter, im Zweiten Weltkrieg 57. Im September 1944 brannte ein Wohnhaus nach dem Treffer durch eine Brandbombe ab.
1931 nahm der erste Arfurter Kindergarten seine Arbeit auf. 1957 wurde ein neues Schulgebäude errichtet, 1964 die Mehrzweckhalle. Bis in die 1960er Jahre gab es einen Fährverkehr über die Lahn nach Villmar.

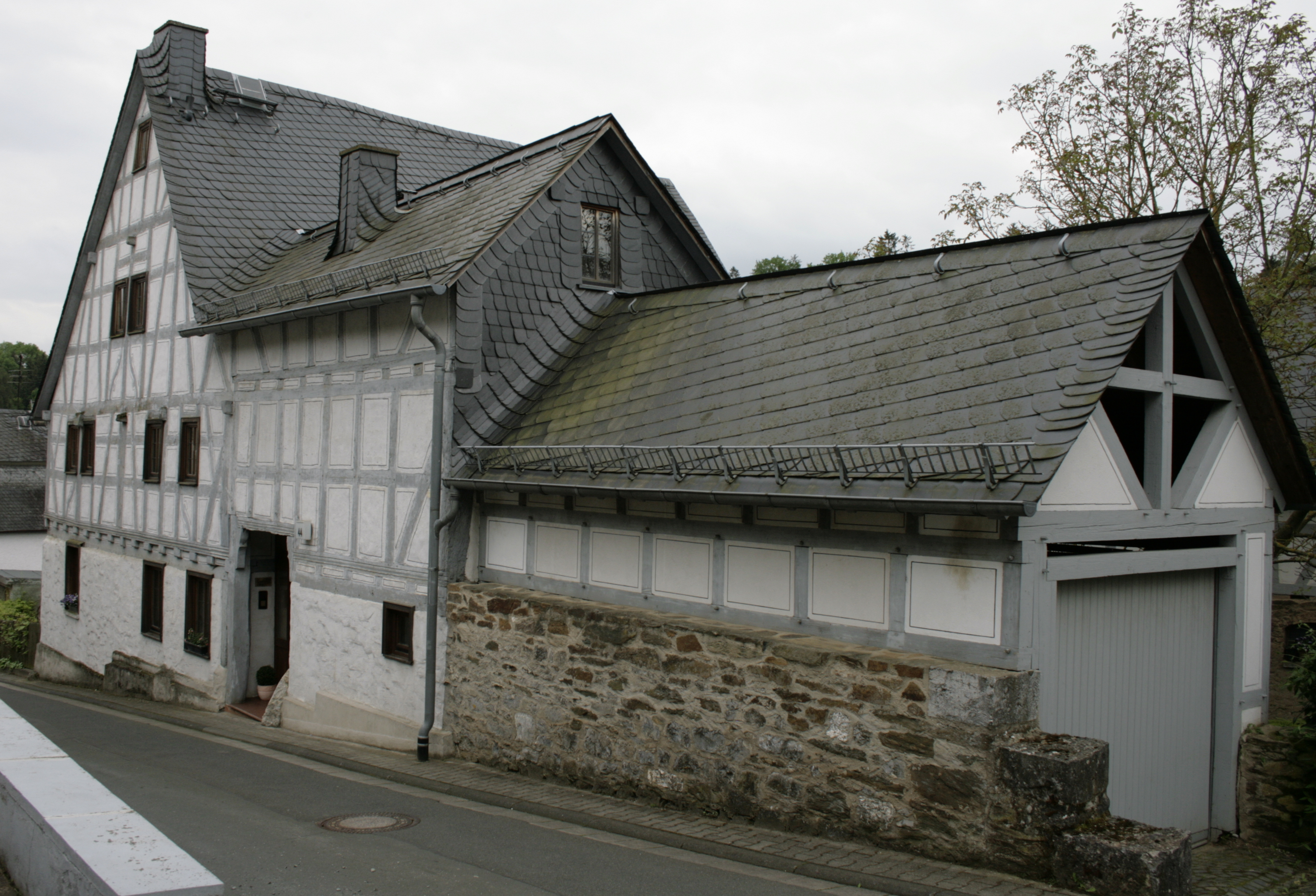
Ältestes noch erhaltenes Haus, erbaut 1690
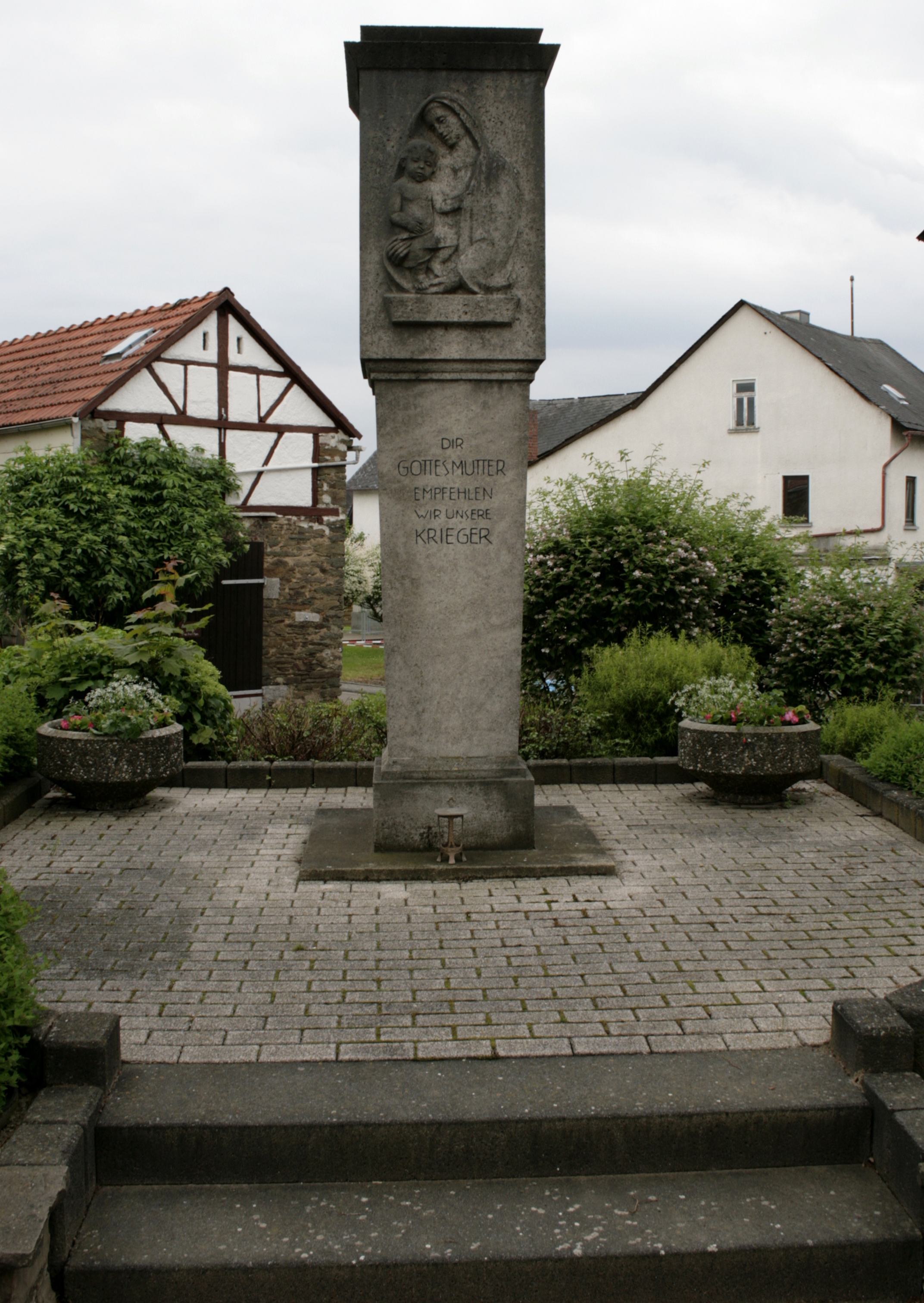
Ehrenmal für die Gefallenen der Weltkriege
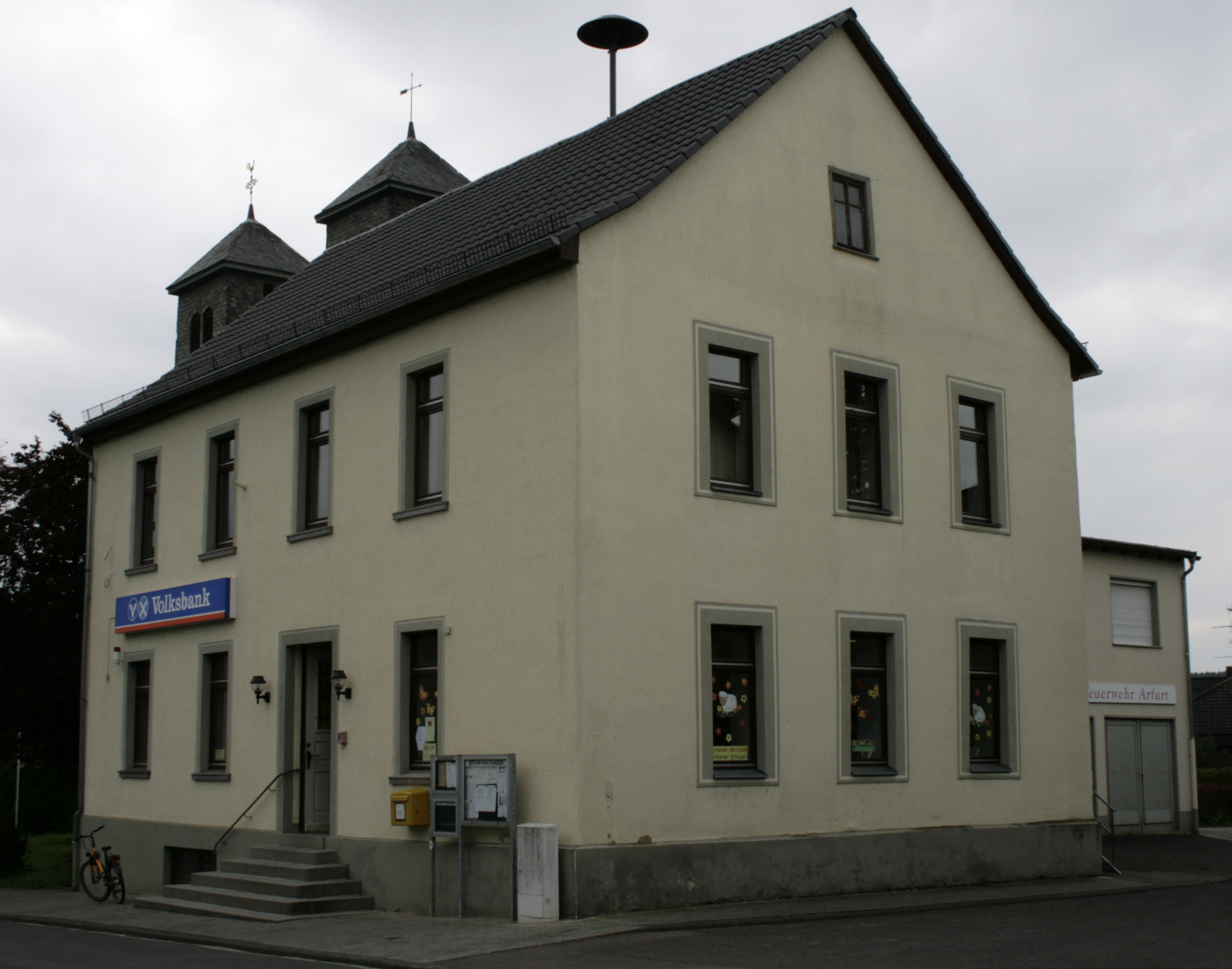
Ehemaliges Rathaus

Hessische Gebietsreform (1970–1977)
Im Zuge der Gebietsreform in Hessen fusionierten die bis dahin selbständige Gemeinde Arfurt und weitere Gemeinden zum 31. Dezember 1970 freiwillig mit der Stadt Runkel. Dadurch wurde Arfurt ein Stadtteil von Runkel. Für die eingegliederten Gemeinden sowie für die Kernstadt wurde je ein Ortsbezirk mit Ortsbeirat und Ortsvorsteher nach der Hessischen Gemeindeordnung gebildet.

### Verwaltungsgeschichte im Überblick
Die folgende Liste zeigt die Staaten bzw. Herrschaftsgebiete und deren untergeordnete Verwaltungseinheiten, in denen Arfurt lag:
- vor 1803: Heiliges Römisches Reich, Kurfürstentum Trier, Amt Limburg, Gericht Villmar (Abtei St. Matthias bei Trier)
- ab 1803: Heiliges Römisches Reich, Fürstentum Nassau-Usingen, Amt Limburg
- ab 1806: Herzogtum Nassau, Amt Limburg
- ab 1816: Herzogtum Nassau, Amt Runkel
- ab 1849: Herzogtum Nassau, Kreisamt Limburg[Anm. 1]
- ab 1854: Herzogtum Nassau, Amt Runkel
- ab 1867: Norddeutscher Bund[Anm. 2], Königreich Preußen, Provinz Hessen-Nassau, Regierungsbezirk Wiesbaden, Oberlahnkreis[Anm. 3]
- ab 1871: Deutsches Reich, Königreich Preußen, Provinz Hessen-Nassau, Regierungsbezirk Wiesbaden, Oberlahnkreis
- ab 1918: Deutsches Reich, Freistaat Preußen, Provinz Hessen-Nassau, Regierungsbezirk Wiesbaden, Oberlahnkreis
- ab 1944: Deutsches Reich, Freistaat Preußen, Provinz Nassau, Oberlahnkreis
- ab 1946: Amerikanische Besatzungszone, Land Hessen, Regierungsbezirk Wiesbaden, Oberlahnkreis
- ab 1949: Bundesrepublik Deutschland, Land Hessen, Regierungsbezirk Wiesbaden, Oberlahnkreis
- ab 1968: Bundesrepublik Deutschland, Land Hessen, Regierungsbezirk Darmstadt, Oberlahnkreis
- ab 1971: Bundesrepublik Deutschland, Land Hessen, Regierungsbezirk Darmstadt, Oberlahnkreis, Stadt Runkel[Anm. 4]
- ab 1974: Bundesrepublik Deutschland, Land Hessen, Regierungsbezirk Darmstadt, Landkreis Limburg-Weilburg, Stadt Runkel
- ab 1981: Bundesrepublik Deutschland, Land Hessen, Regierungsbezirk Gießen, Landkreis Limburg-Weilburg, Stadt Runkel

### Wirtschaftsgeschichte
In Arfurt wurde an den nach Süden gelegenen Hängen des Lahntales bis in das 19. Jahrhundert hinein Wein angebaut. Dort findet man noch heute verfallende Mauerreste von Böschungsbefestigungen der früheren Weinberge.
Außerdem wurde auch in Arfurt bis in die 1960er Jahre graufarbener Marmor abgebaut. Diesen Stein findet man heute noch verarbeitet in den Pfarrkirchen in Arfurt, Villmar und in der Abteikirche St. Matthias des gleichnamigen Benediktinerklosters in Trier.
Im Jahr 1830 nahm eine Papiermühle am Linnebach ihren Betrieb auf. Nach mehreren Besitzerwechseln stellte sie 1879 ihre Arbeit ein.
Um 1850 betrieb der Chemiker Fritz Muck, ein Schüler Justus Liebigs in Arfurt eine Farbenfabrik, die ihre Produkte deutschlandweit und ins Ausland verkaufte.

## Bevölkerung

### Einwohnerstruktur 2011
Nach den Erhebungen des Zensus 2011 lebten am Stichtag dem 9. Mai 2011 in Arfurt 894 Einwohner. Darunter waren 12 (1,3 %) Ausländer. Nach dem Lebensalter waren 174 Einwohner unter 18 Jahren, 351 zwischen 18 und 49, 213 zwischen 50 und 64 und 156 Einwohner waren älter. Die Einwohner lebten in 366 Haushalten. Davon waren 96 Singlehaushalte, 105 Paare ohne Kinder und 129 Paare mit Kindern, sowie 33 Alleinerziehende und 3 Wohngemeinschaften. In 69 Haushalten lebten ausschließlich Senioren und in 249 Haushaltungen lebten keine Senioren.

### Einwohnerentwicklung
| Arfurt: Einwohnerzahlen von 1834 bis 2020 | Arfurt: Einwohnerzahlen von 1834 bis 2020 | Arfurt: Einwohnerzahlen von 1834 bis 2020 | Arfurt: Einwohnerzahlen von 1834 bis 2020 | Arfurt: Einwohnerzahlen von 1834 bis 2020 |
| --- | ----------------------------------------- | ----------------------------------------- | ----------------------------------------- | ----------------------------------------- |
| Jahr |                                           |                                           |                                           | Einwohner                                 |
| 1834 | 1834                                      |                                           | 642                                       | 642                                       |
| 1840 | 1840                                      |                                           | 697                                       | 697                                       |
| 1846 | 1846                                      |                                           | 770                                       | 770                                       |
| 1852 | 1852                                      |                                           | 807                                       | 807                                       |
| 1858 | 1858                                      |                                           | 799                                       | 799                                       |
| 1864 | 1864                                      |                                           | 850                                       | 850                                       |
| 1871 | 1871                                      |                                           | 820                                       | 820                                       |
| 1875 | 1875                                      |                                           | 805                                       | 805                                       |
| 1885 | 1885                                      |                                           | 803                                       | 803                                       |
| 1895 | 1895                                      |                                           | 715                                       | 715                                       |
| 1905 | 1905                                      |                                           | 645                                       | 645                                       |
| 1910 | 1910                                      |                                           | 650                                       | 650                                       |
| 1925 | 1925                                      |                                           | 718                                       | 718                                       |
| 1939 | 1939                                      |                                           | 654                                       | 654                                       |
| 1946 | 1946                                      |                                           | 972                                       | 972                                       |
| 1950 | 1950                                      |                                           | 943                                       | 943                                       |
| 1956 | 1956                                      |                                           | 897                                       | 897                                       |
| 1961 | 1961                                      |                                           | 911                                       | 911                                       |
| 1967 | 1967                                      |                                           | 927                                       | 927                                       |
| 1970 | 1970                                      |                                           | 858                                       | 858                                       |
| 1980 | 1980                                      |                                           | ?                                         | ?                                         |
| 1990 | 1990                                      |                                           | ?                                         | ?                                         |
| 2000 | 2000                                      |                                           | ?                                         | ?                                         |
| 2011 | 2011                                      |                                           | 894                                       | 894                                       |
| 2015 | 2015                                      |                                           | 840                                       | 840                                       |
| 2020 | 2020                                      |                                           | 842                                       | 842                                       |
| Datenquelle: Historisches Gemeindeverzeichnis für Hessen: Die Bevölkerung der Gemeinden 1834 bis 1967. Wiesbaden: Hessisches Statistisches Landesamt, 1968. Weitere Quellen: LAGIS; Stadt Runkel; Zensus 2011 |                                           |                                           |                                           |                                           |

### Religion
Spätestens im Jahr 1148 besaß der Ort eine Kapelle auf einer Erhöhung am Lahnufer. 1652 wurde sie dem Heiligen Lambert von Lüttich geweiht. Bis 1715 blieb Arfurt der Pfarrei Villmar zugeordnet. Die Kapelle wurde damit Sitz einer eigenen Pfarrei. 1828 wurde die heutige, immer noch St. Lambertus geweihte Kirche fertiggestellt. Die alte Kapelle war baufällig geworden und wurde fünf Jahre später abgerissen. Bis 1855 blieb der alte Bahnhof am Standort der Kapelle in Benutzung.
Im Jahr 1920 wurde ein Schwesternhaus der Pallottinerinnen eingerichtet, die bis 1997 hier lebten und wirkten.
Arfurt ist, zusammen mit Villmar, eine weitgehend katholische Enklave, umgeben von mehrheitlich protestantisch geprägten Dörfern (Seelbach, Runkel, Aumenau). Die nach dem Zweiten Weltkrieg in Arfurt aufgenommenen Heimatvertriebene aus dem Sudetenland waren wohl alle Katholiken. Die Einwohnerzahl lag im Jahr 1960 bei 925, davon waren mehr als 900 Katholiken. Die Katholiken von Arfurt pilgern seit vielen Jahrzehnten zur Wallfahrtskapelle Maria Hilf Beselich und geben dort ihren Glauben kund.
1815 wurde nahe Arfurt ein Friedhof der jüdischen Gemeinde in Villmar eingerichtet. In Arfurt selbst lebten vermutlich nie Juden.
Historische Religionszugehörigkeit
| • 1885: | 07 evangelische (= 0,87 %), 796 katholische (= 99,13 %) Einwohner         |
| • 1961: | 39 evangelische (= 4,28 %), 868 römisch-katholische (= 95,28 %) Einwohner |

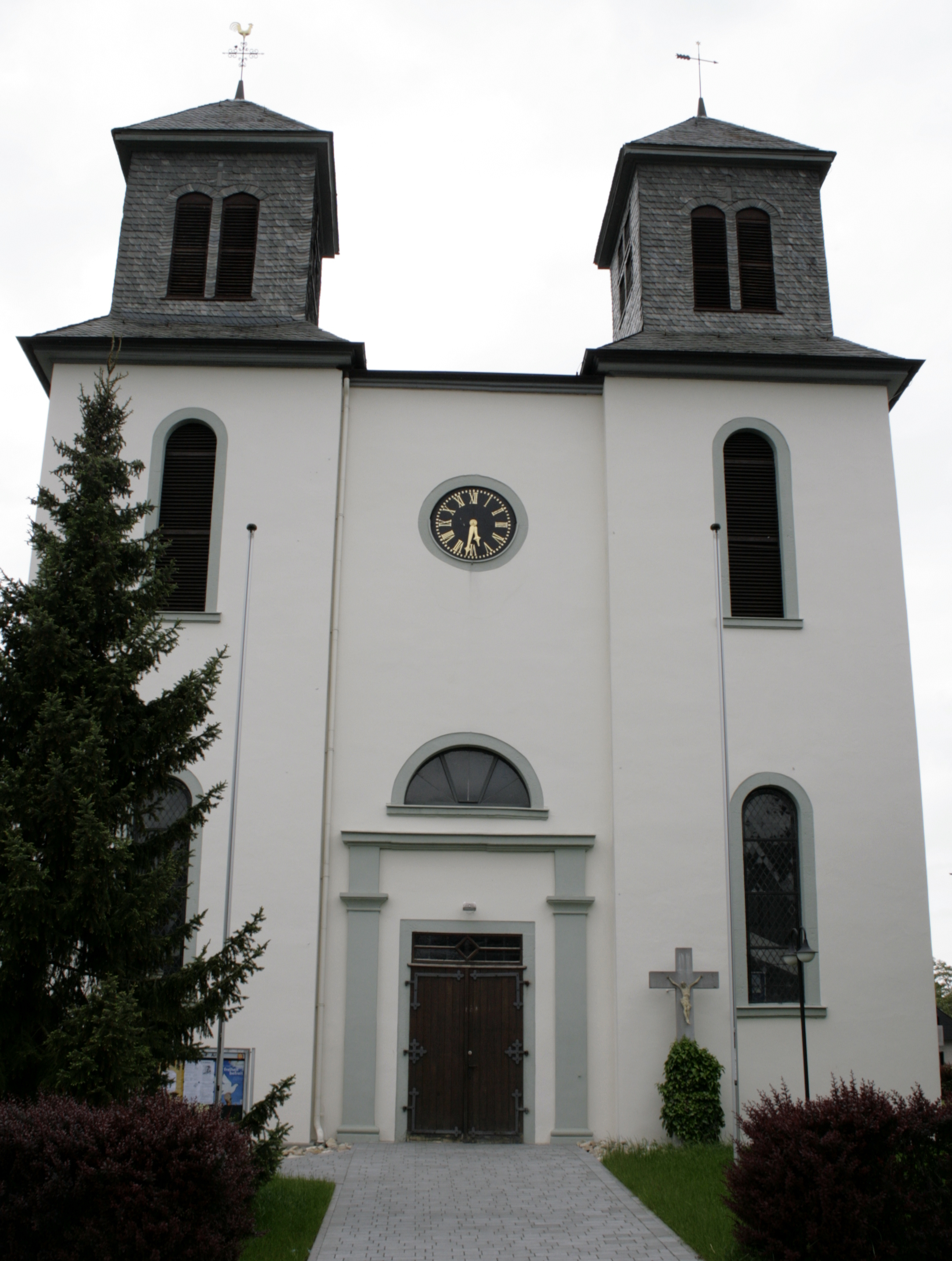
Pfarrkirche St. Lambertus, Portalseite
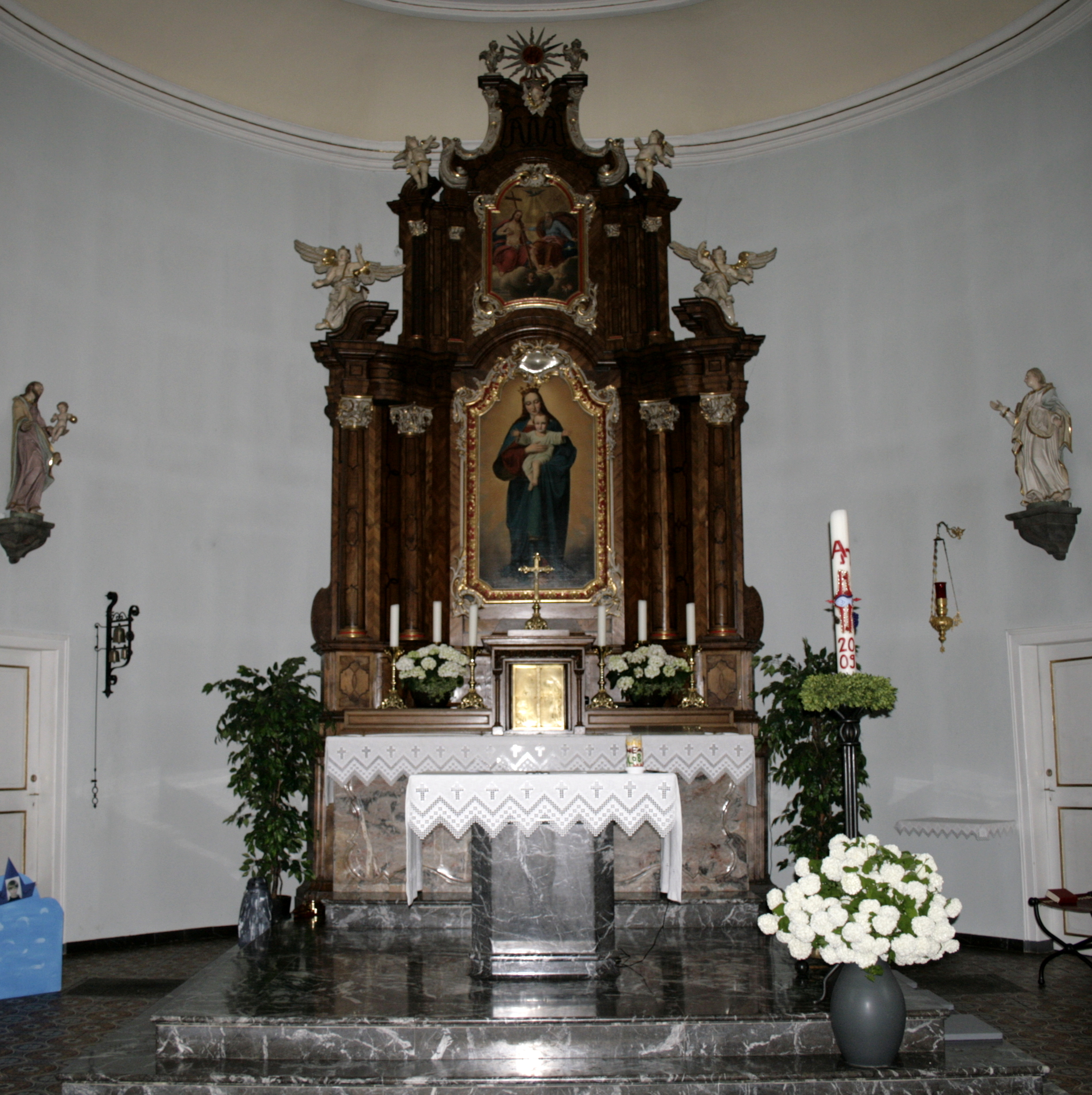
Altar der Pfarrkirche
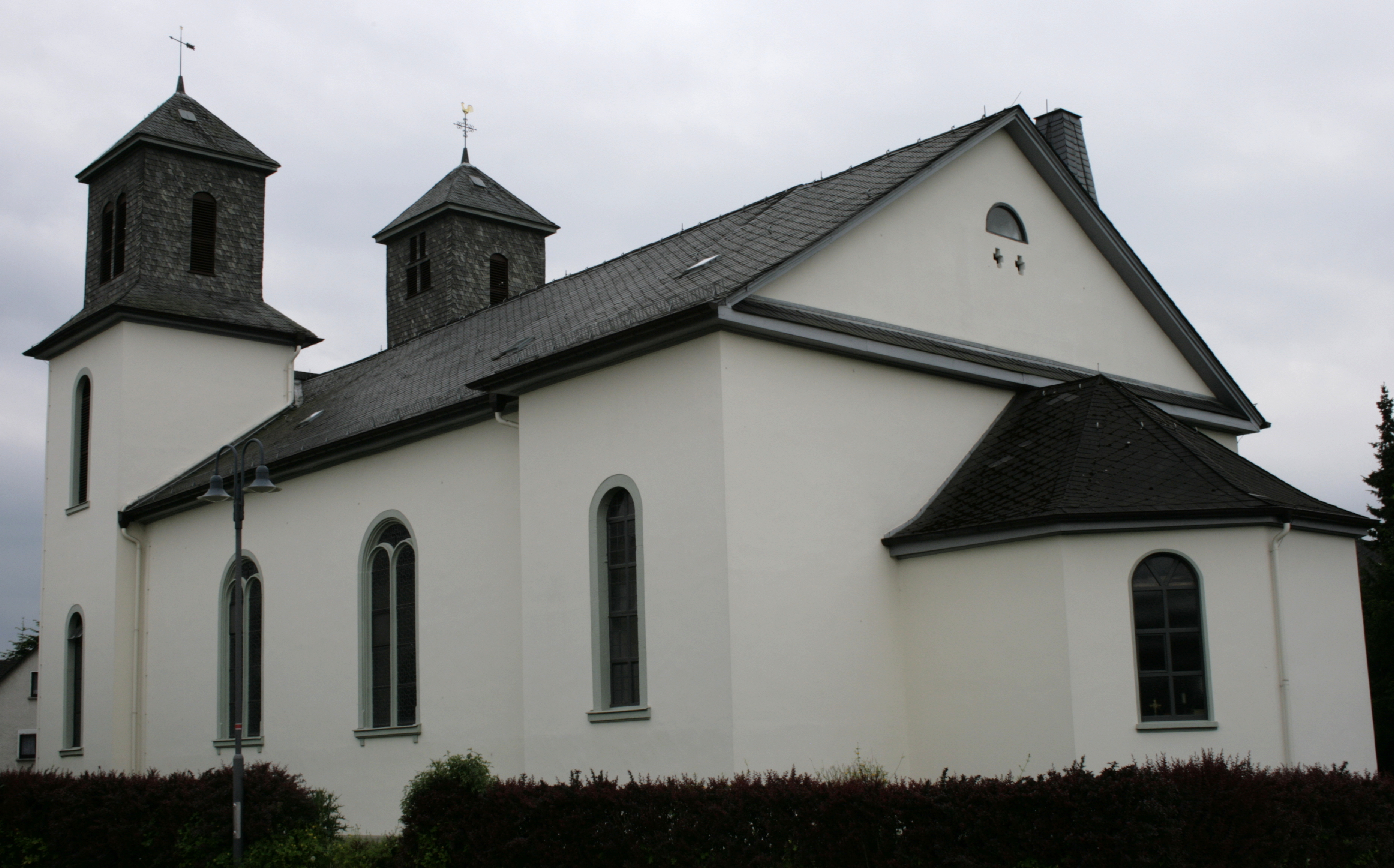
Pfarrkirche St. Lambertus, Apsisseite

## Politik
Seit den Kommunalwahlen in Hessen 2021 ist der Ortsvorsteher Marten Cornel Fuchs (CDU).

## Vereine
Arfurt verfügt über einen Sportverein, seit dem Jahr 1901 über die Freiwillige Feuerwehr Arfurt (seit 1. März 1999 mit ihrer Jugendfeuerwehr), den Kirchenchor „St. Lambertus“, einen Tanzsportverein „TSV Arfurt“, den Gesangverein „Linnebachtiroler“, einen Bläserchor, einen Kameradschaftsverein, eine Ortsgruppe der Katholischen Frauengemeinschaft und die Lambertusbrüder e. V.

## Infrastruktur
Die Freiwillige Feuerwehr Arfurt, gegr. 1901 (seit 1. März 1999 mit Jugendfeuerwehr), sorgt für den abwehrenden Brandschutz und die allgemeine Hilfe.